# Свети Николай (Болград)
„Свети Николай“ е православна църква в град Болград, посветена на Свети Николай Чудотворец. Тя е в състава на Одеската и Измаилска епархия на Украинската православна църква на Московската патриаршия.

## История

### в Руската империя
Данните за построяването на църквата са много оскъдни и фрагментирани. Според българския историк Владимир Дякович (родом от Болград) сградата на църквата е построена 20 години след основаването на българското училище „Св. Кирил и Методий“ в града, т.е. някъде през 1873 г. Средствата за нейното построяване са събрани от местното население през 50-те и 60-те години на 19 век.
Църквата е основана през 1871 г. в близост до площадът на пазара в града, и е построена през 1878 г., но не функционира до 1881 г. В През 1881 г. тя е осветена и започва да проповядва църковни служби. Населението е събрало необходимата сума за закупуване на църковни принадлежности и икони. В началото на 20 век се извършва вътрешната живопис на църквата. Много от картините са взети от катедралния събор на Кишиневската епархия.
През 1904 г. числеността на вярващите към църквата достига 3296 души. Към църквата има едно „Училище за грамотност“ и три „Народни министерски училища“. Въпреки това, нямаше отделна сграда за духовенството – свещеници и духовници.
През 1905 г. енорията на църквата включва 2 окръга на Измаилския уезд, в резултат на това енориашите (предимно българи) достигат 3397 души. Доброволните дарения държат църквата и духовенството и финансовите ѝ постъпления за годината достигат 1000 рубли. Приходите нагодина от църковната земя възлизат 240 рубли. В енорията е създадено още едно министерско училище.

### в СССР
През 1953 г. църквата е закрита и църковните служби са прекратени. Общо взето през тази година са закрити много храмове. Сградата е опустошена, унищожена е библиотеката, камбаната е отстранена, куполите премахнати. След това сградата е използвана като склад и предоставена на градската организация „Смешторг“ (по-късно „Горторг“). Продължава да е склад до 1983 г. През цялото това време, градската интелигенция се бори с бюрократите за рехабилитация на църквата и отново да стане действащ храм. През 1983 г. сградата е освободена, но е на открито и празна, като по този начин се превръща в уединено място за различни видове неморални хора. През 1988 г. служители в отдела по култура обжалват институцията пред жителите на квартала и призовават да се направи дарение за храма.
Проектът и разчетната документация за възстановяването на църквата е разработена от институт „Укрпроектреставрация“ в Киев, с който се заема отделът за строителство и архитектура на Одеския регионален изпълнителен комитет. На етапи е извършена е проверка на обекта, за възстановяване и съставяне на прогнозни изчисления. През 1989 г. групата измерва горната част на църквата. Крайният срок за изработване на чертежи е планиран за второто тримесечие на 1990 г. Въпреки това, поради липса на пари работата е спряна.

### в Украйна
На 20 март 1992 г. изпълнителният комитет на областния Съвет на народните депутати разглежда заявлението на Одеския и Измаилския архиепископ Лазар за № 242 от 26 септември 1991 г. за прехвърлянето на църквата под управлението на Одеска и Херсонска епархия. Прехвърлянето на църквата се съобщава и от канцеларията на епархията.
Религиозната общност провежда инициативи за строеж на сградата на църквата. През юли 1993 г. група от граждани създават общността – „Бесарабска автономна Болградска православна църква“, в която членуват 21 души. Те се обръщат към представителя на президента на Украйна за Одеска област, с молба за тяхната регистрация и прехвърлянето на църковната сграда на тяхната общност. През 1994 г. със същото искане групата отправя призив към отстраняване на декан Николай, но исканията им не биват приети.
През 2010 г. църквата е реставрирана и на 26 август в нея се извършва първата литургия. На 20 септември 2011 г. митрополита на Одеска и Измаилска епархия освещава храма.
През октомври 2016 г. украинския депутат от български произход – Антон Кисе дарява за строеж на храма 900 квадратни метра тротоарни плочки.

## Архитектурен стил
Сградата на църквата е тухлена, изградена върху каменна основа, измазана, построена в руски класически стил. Оригиналният външен вид на сградата от създаването ѝ е без значителна промяна.

## Галерия
- Църквата през 1999 г.
- Църквата през 2004 г. Първи етап от възстановителните дейности
- Църквата през 2014 г.
- Църквата през 2014 г.
- Гледка към олтара през 2013 г.